# Dan Nwaelele
Onyenma Daniel "Dan" Nwaelele (Oklahoma City, Oklahoma, 5 de marzo de 1984) es un exbaloncestista estadounidense de ascendencia nigeriana. Con 1,96 metros de estatura, jugaba en la posición de escolta.

## Trayectoria deportiva

### Universidad
Jugó cuatro temporadas en los Falcons de la Academia de la Fuerza Aérea de los Estados Unidos, en las que promedió 9,8 puntos, 2,4 rebotes y 1,6 asistencias por partido, En su última temporada fue incluido en el mejor quinteto de la Mountain West Conference.

### Profesional
Tras no ser elegido en el Draft de la NBA de 2007, fue invitado a participar en las Ligas de Verano con los San Antonio Spurs, pero no puedo aceptar debido a su compromiso con la USAF. Al año siguiente sí pudo finalmente participar con los Spurs en las ligas estivales, jugando cuatro partidos en los que promedió 1,7 puntos y 1,7 rebotes, antes de regresar a su puesto en el ejército.
Su compromiso con la Fuerza Aérea de los Estados Unidos duró cinco años, en los cuales estuvo primero destinado en Kandahar, Afganistán, y posteriormente en Arabia Saudí. Una vez finalizado el mismo, en noviembre de 2012 pasó a formar parte de la plantilla de los Santa Cruz Warriors de la NBA D-League. En su primera temporada en el equipo promedió 7,4 puntos y 2,5 rebotes por partido, saliendo desde el banquillo.
En septiembre de 2015 firmó para disputar la pretemporada con los Memphis Grizzlies, pero fue despedido una semana más tarde. Regresó posteriormente a los Santa Cruz Warriors, equipo del que ha estado entrando y saliendo desde entonces. La última incorporación fue el 17 de diciembre de 2016.
El 20 de diciembre de 2016 fue adquirido por los Austin Spurs.